# Messina
Messina (in der Antike ursprünglich altgriechisch Ζάγκλη Zanklē, dann Μεσσήνη Messēnē, lateinisch Messana) ist mit 217.959 Einwohnern (Stand 31. Dezember 2023) die drittgrößte Stadt in der italienischen Region Sizilien und zugleich Verwaltungssitz der Metropolitanstadt Messina. Wegen der Nähe zum italienischen Festland wird Messina auch das Tor Siziliens genannt.
Im Lauf seiner Geschichte erlebte Messina nicht nur unter den wechselnden Herrschern Blütezeiten und Zerstörungen. Schwere Erdbeben in den Jahren 1783 und 1908 sowie die Bombenangriffe im Zweiten Weltkrieg zerstörten immer wieder große Teile der Stadt. Heute ist Messina eines der wirtschaftlichen und kulturellen Zentren Siziliens.

## Geographie

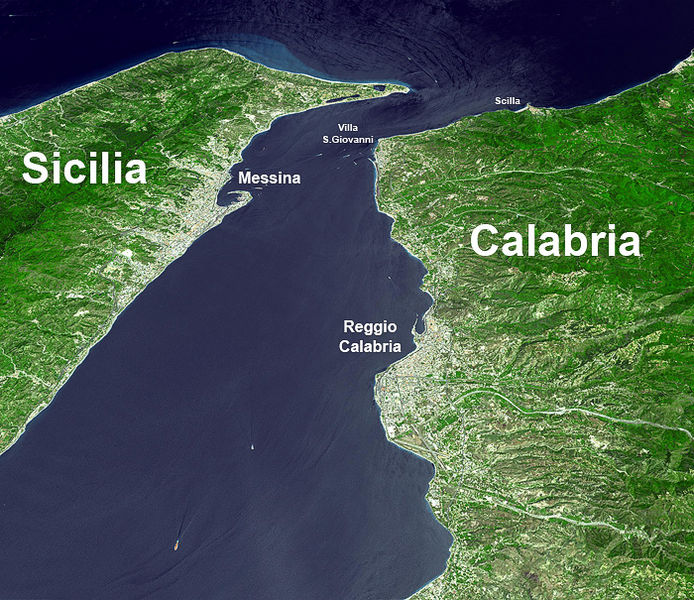
Straße von Messina

### Geographische Daten
Messina liegt an der nordöstlichen Spitze der Insel Sizilien an der Straße von Messina. Die Entfernung zur Italienischen Halbinsel beträgt an der schmalsten Stelle nur 3 Kilometer. Etwa 90 Kilometer südlich liegt Catania und etwa 230 Kilometer westlich die Hauptstadt Siziliens, Palermo. Der Ätna, der mit über 3300 m höchste Vulkan Europas, liegt etwa 70 Kilometer südwestlich der Stadt. 
Da durch die Straße von Messina eine tektonische Störungszone, die Messina-Verwerfung, verläuft, kommt es immer wieder zu Erdbeben.

### Klima
Im Vergleich zu anderen großen Städten Siziliens ist Messina die Stadt mit der höchsten Niederschlagsmenge, da es nicht im Regenschatten von Gebirgen liegt.
|                       | Jan  | Feb  | Mär  | Apr  | Mai  | Jun  | Jul  | Aug  | Sep  | Okt  | Nov  | Dez  |   |      |
| Mittl. Tagesmax. (°C) | 14,5 | 14,8 | 16,0 | 18,3 | 22,4 | 26,4 | 29,7 | 29,9 | 27,2 | 22,9 | 18,7 | 15,7 | ⌀ | 21,4 |
| Mittl. Tagesmin. (°C) | 9,8  | 9,6  | 10,7 | 12,5 | 16,1 | 19,9 | 23,0 | 23,5 | 21,1 | 17,4 | 14,0 | 11,3 | ⌀ | 15,8 |
|                       |      |      |      |      |      |      |      |      |      |      |      |      |   |      |
| Niederschlag (mm)     | 113  | 98   | 84   | 60   | 32   | 14   | 19   | 24   | 55   | 109  | 107  | 117  | Σ | 832  |
|                       |      |      |      |      |      |      |      |      |      |      |      |      |   |      |
| Sonnenstunden (h/d)   | 3,7  | 4,6  | 5,5  | 6,9  | 8,3  | 9,8  | 10,7 | 9,9  | 8,0  | 6,1  | 4,6  | 3,6  | ⌀ | 6,8  |
|                       |      |      |      |      |      |      |      |      |      |      |      |      |   |      |
| Regentage (d)         | 12   | 11   | 9    | 8    | 4    | 2    | 2    | 3    | 5    | 9    | 10   | 12   | Σ | 87   |
|                       |      |      |      |      |      |      |      |      |      |      |      |      |   |      |
| Wassertemperatur (°C) | 14   | 13   | 14   | 15   | 17   | 21   | 24   | 25   | 24   | 22   | 19   | 16   | ⌀ | 18,7 |
|                       |      |      |      |      |      |      |      |      |      |      |      |      |   |      |
| Luftfeuchtigkeit (%)  | 73   | 71   | 69   | 69   | 67   | 64   | 63   | 66   | 68   | 70   | 73   | 74   | ⌀ | 68,9 |

| 9,8 |

| 9,6 |

| 10,7 |

| 12,5 |

| 16,1 |

| 19,9 |

| 23,0 |

| 23,5 |

| 21,1 |

| 17,4 |

| 14,0 |

| 11,3 |

| 9,8 |

| 9,6 |

| 10,7 |

| 12,5 |

| 16,1 |

| 19,9 |

| 23,0 |

| 23,5 |

| 21,1 |

| 17,4 |

| 14,0 |

| 11,3 |

## Geschichte

### Altertum

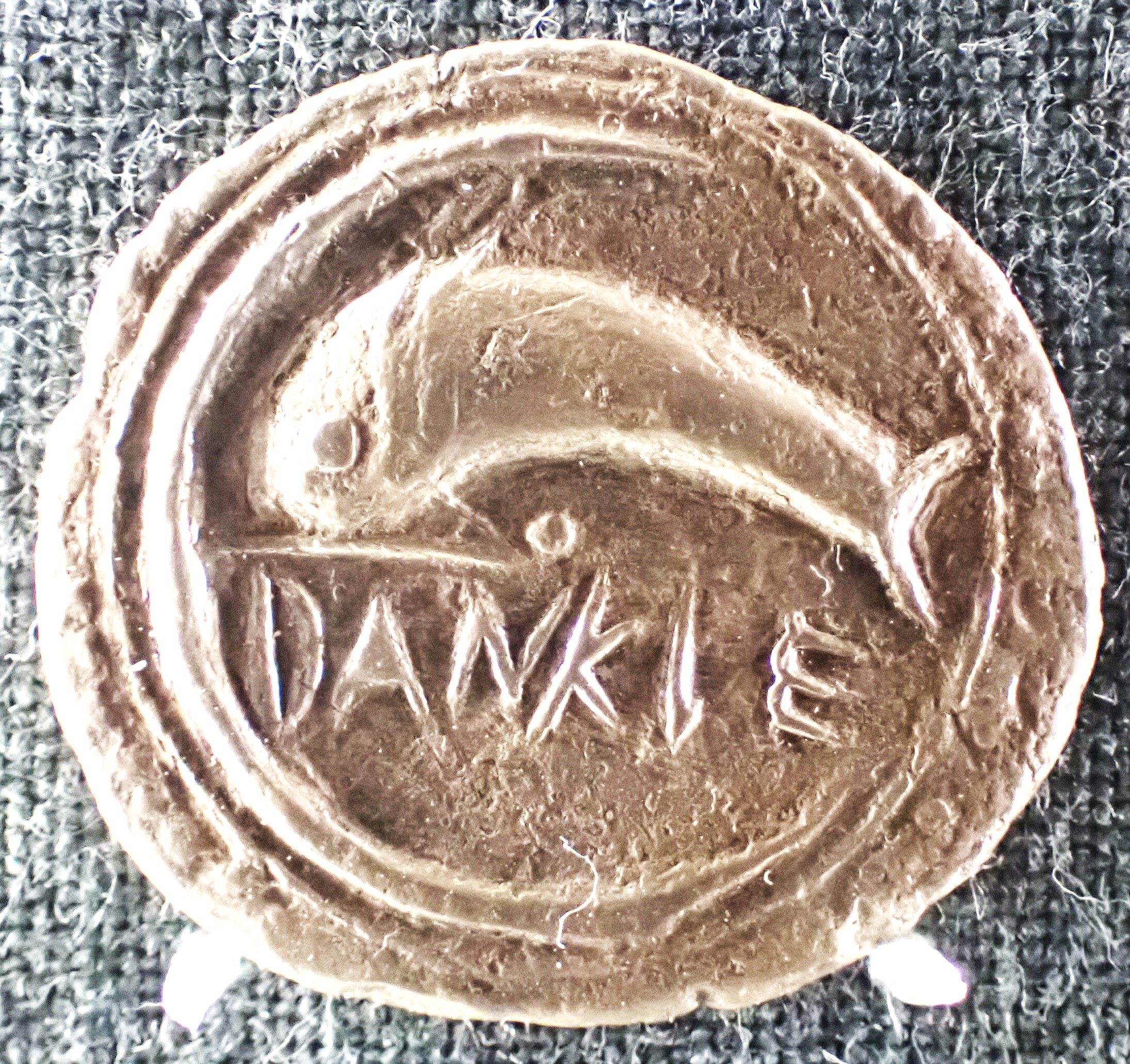
Drachme aus Zankle auf Sizilien mit Stadtnamen, Numismatisches Museum Athen

Messina wurde im 8. Jahrhundert v. Chr. wegen seiner günstigen Lage von ionischen Kolonisten, nach Thukydides aus Kyme, besiedelt, wenig später folgten weitere Siedler aus Kyme, Chalkis und anderen Orten Euböas. Der ursprüngliche Name der Siedlung war Zankle (griechisch Ζάγκλη), in Anlehnung an die sikelische Bezeichnung Zanklon (griechisch ζάγκλον) für Sichel. Die Bezeichnung bezog sich auf die sichelförmige Landzunge, die das natürliche Hafenbecken umgibt.

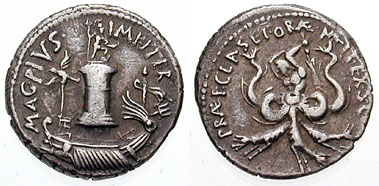
Münze des Sextus Pompeius mit dem Leuchtturm von Messina und dem Seeungeheuer Skylla, das angeblich Octavian besiegte

Im frühen 5. Jahrhundert v. Chr. benannte Anaxilas, der Tyrann von Rhegion, die Stadt in Messene (griechisch Μεσσήνη) um, zu Ehren seiner Heimatstadt Messene auf der Peloponnes. Messina wurde 396 v. Chr. durch die Karthager geplündert und gebrandschatzt, dann von Dionysios I. von Syrakus wiedererobert.
288 v. Chr. wurde Messina von kampanischen Söldnern erobert, den so genannten Mamertinern, die alle Männer töteten und deren Frauen, Kinder und Eigentum unter sich aufteilten. Als Hieron II. von Syrakus 265 v. Chr. Maßnahmen gegen die andauernde Bedrohung ergriff, riefen die Mamertiner nacheinander Karthago und Rom zu Hilfe und gaben dadurch den Anstoß zur Intervention der beiden aufstrebenden Mächte in Sizilien, die anschließend zu ihrem Zusammenstoß in den Punischen Kriegen führte.
Am Ende des ersten Punischen Krieges war Messina eine freie Stadt, die mit Rom alliiert war. Bald darauf wurde sie Teil der Provinz Sizilien.
In der Römerzeit erhielt die Stadt einen wichtigen Leuchtturm. Von 42 bis 36 v. Chr. war Messana, wie die Römer sie nannten, der wichtigste Stützpunkt des Sextus Pompeius während seines Seekriegs gegen Octavian.

### Mittelalter

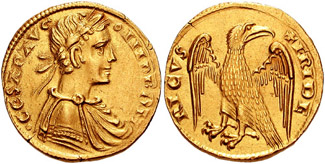
Augustale Kaiser Friedrichs II., geprägt in Messina nach 1231, Werk des jüdischen Goldschmieds גִדְעוֹן Gaudio

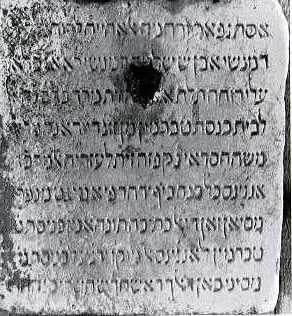
Synagogenstein

Bis ins 9. Jahrhundert erlebte die Stadt eine wirtschaftliche Blüte als wichtiger Handelsplatz. Im Jahr 843 wurde die Stadt von den Arabern, 1061 durch die Normannen erobert. 1232 war die Stadt Mittelpunkt eines erfolglosen Aufstands gegen Kaiser Friedrich II. Nach der Herrschaft der Staufer und Anjous wurde Messina unter der Herrschaft Aragons zur Hauptstadt des Regno di Sicilia. Erst im 16. Jahrhundert wurde Palermo wieder bevorzugter Sitz der Könige und Vizekönige.
Um 1450 gab es eine Giudecca (jüdische Gemeinde) im Quartiere Paraporto in Messina, wovon ein verloren gegangener Synagogenstein erzählt.
Die Münze von Messina prägte im Mittelalter Goldmünzen mit dem Titel M.N.S.C für Messana nobile siciliae caput. Die Münze blieb bis 1678, dem Ende der Rebellion Messinas gegen die spanische Vorherrschaft, erhalten.
Die Stadt war auch Sitz zweier bedeutender Konsulate. Das Consolato del Mare, das Konsulat des Meeres, regelte die Rechtsstreitigkeiten der Handelsschifffahrt im Welthandel. Das Consolato della Seta war das Konsulat der Seidenhändler.

### Neuzeit

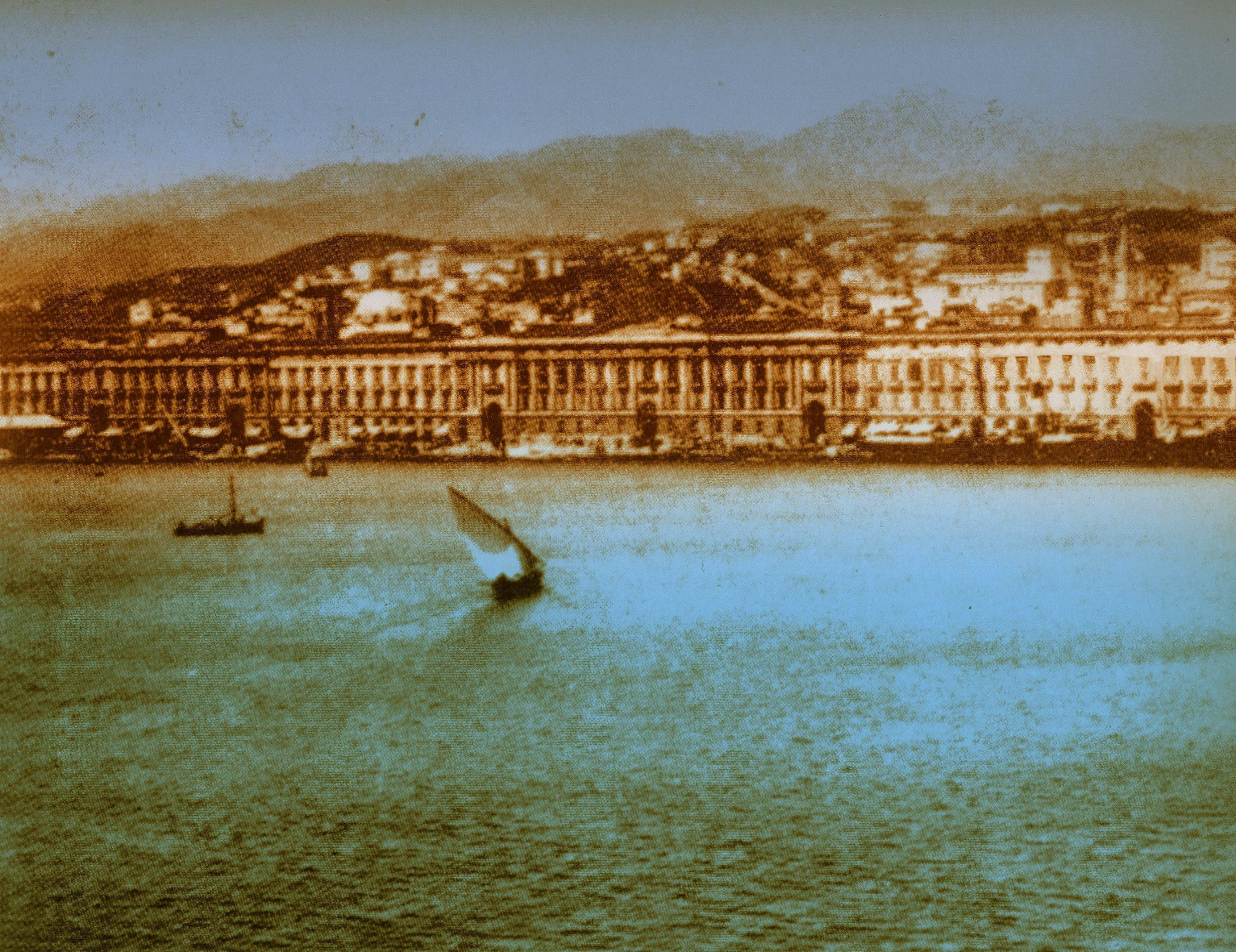
Die Palazzata von Messina

Am 5. Februar 1783 traf ein Erdbeben mit der Stärke 7,2 auf der Richterskala die Stadt. Ein Großteil der Gebäude, darunter auch der Dom und die Paläste der Palazzata wurden durch den Erdstoß und die folgende Flutwelle zerstört. Beim Wiederaufbau legte man einen regelmäßigen Stadtplan mit breiten Straßen und großzügigen Plätzen zugrunde. Die Palazzata wurde ab 1808 unter der Leitung von Giacomo Minutoli im klassizistischen Stil wiederaufgebaut.
In seinem Werk „Spaziergang nach Syrakus“ beschreibt der Schriftsteller Johann Gottfried Seume im Jahr 1802 die Palazzata, eine Palastzeile an der Hafenpromenade von Messina, die durch das Erdbeben schwer beschädigt wurde:

„Die Hafenseite ist noch in Trümmern und doch der einzige nahe Spaziergang für die Stadt. Noch der jetzige Anblick zeigt, was das Ganze muß gewesen sein; und ich glaube wirklich, die Messinesen haben Recht gehabt, wenn sie sagten: es sei in der Welt nicht so etwas prächtiges mehr gewesen, als ihre Façade an dem Hafen, die sie deswegen nur vorzugsweise den Palast nannten, und ihn noch jetzt in den Trümmern so nennen“

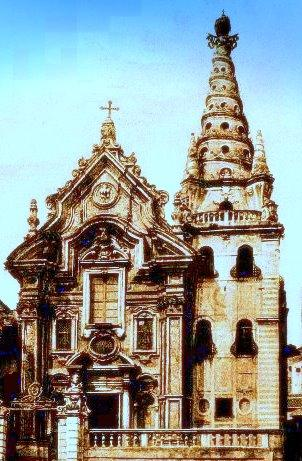
Kirche San Gregorio von Andrea Calamech mit Fassade und Turm von Filippo Juvarra

Auch über ein anderes verlorengegangenes Bauwerk schreibt Seume: 

„Die Kirche des heiligen Gregorius (San Gregorio) auf einer ziemlichen Anhöhe ist reich an Freskogemälden und Marmorarbeit: aber was mir wichtiger ist als dieses, sie gibt von ihrer Façade links und rechts die schönste Aussicht über die Stadt und den Meerbusen; und mit einem guten Glase muß man hier sehen können, was gegenüber am Ufer in Italien und in Rhegio auf den Gassen geschieht.“

Die Palazzata wurde 1808 von Giacomo Minutoli im klassizistischen Stil wiederaufgebaut, doch hundert Jahre später wurden durch das Erdbeben von Messina 1908 die Palazzata, manieristische Kirchen wie San Gregorio und San Annunziata und andere Gebäude der Stadt (insgesamt 90 % des Gebäudebestands) erneut durch ein schweres Erdbeben und einen darauf folgenden Tsunami zerstört. Mehr als 60.000 Menschen fanden den Tod. Die Stadt war gerade wieder aufgebaut, als 1943 durch die Luftangriffe der Alliierten vor der Invasion über die Hälfte der Gebäude zerstört wurden.
Im Juni 1955 wurde auf der Konferenz von Messina die Gründung der Europäischen Wirtschaftsgemeinschaft beschlossen. In jüngster Vergangenheit machte die Stadt mit den Plänen für den Bau der Brücke über die Straße von Messina im Zuge der E 45 auf sich aufmerksam.

## Wirtschaft und Infrastruktur

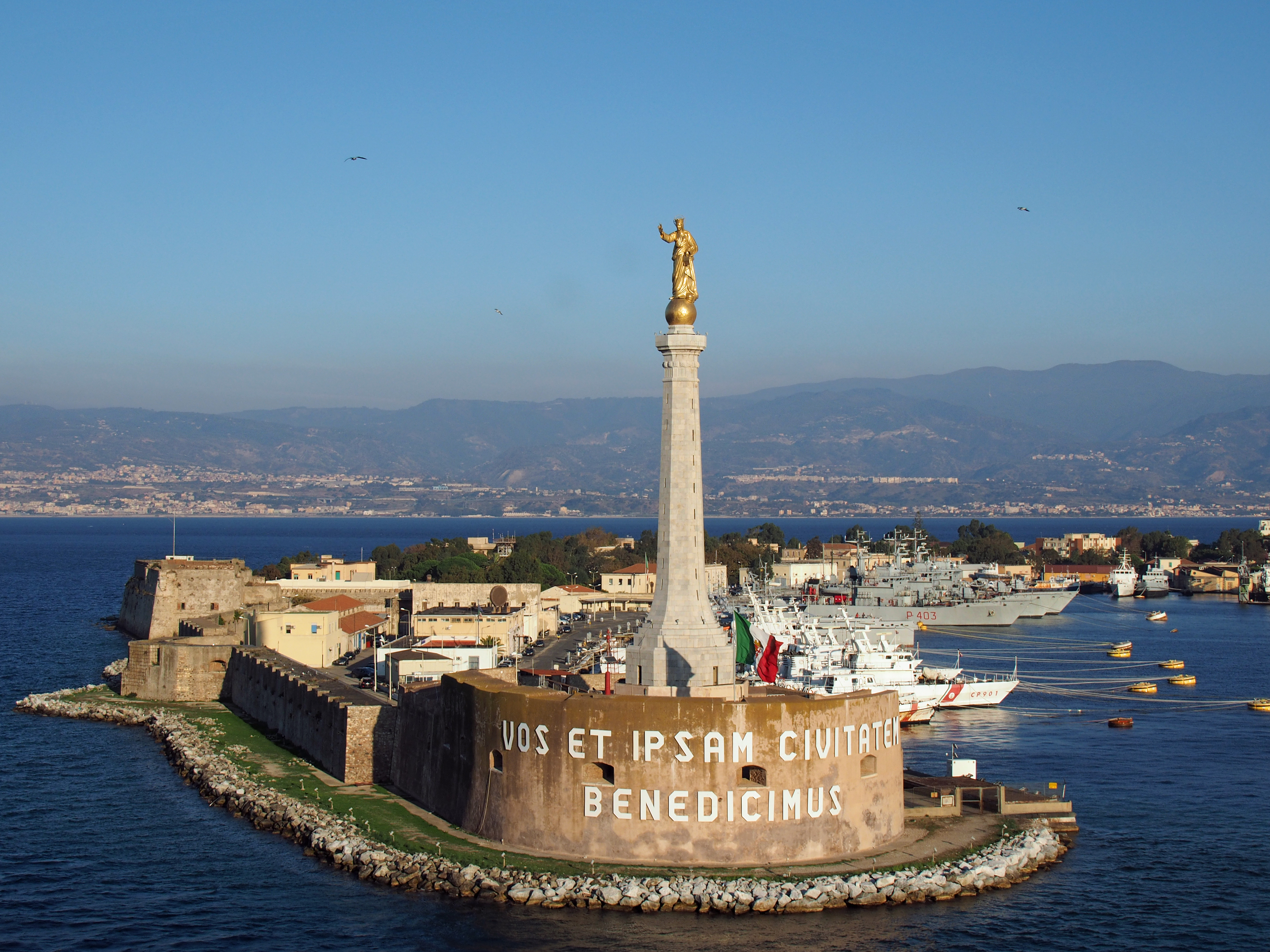
Hafeneinfahrt von Messina, auf der Mole die Statue „Madonna della Lettera“ und das Fort San Salvatore

Messina liegt verkehrsgünstig an der schmalsten Stelle der nach der Stadt benannten Meerenge und ist das Handelszentrum Siziliens. Die Wirtschaft ist industriell geprägt, die Einwohner arbeiten in Werften, in der Metallverarbeitung und in der chemischen Industrie. Da die Gewässer um Messina sehr fischreich sind, spielen auch der Fischfang und die Nahrungsmittelindustrie eine wirtschaftliche Rolle.
Die Nachbargemeinden sind Fiumedinisi, Itala, Monforte San Giorgio, Rometta, Saponara, Scaletta Zanclea und Villafranca Tirrena.
Die kürzeste Fährverbindung zum italienischen Festland braucht bis Villa San Giovanni etwa 20 Minuten. Auch zu der am kalabresischen Ufer liegenden Großstadt Reggio Calabria und zum rund 300 Kilometer nördlich gelegenen Salerno und zu den Liparischen Inseln verkehren Fähren. Umstrittene Pläne für eine Brücke über die Straße von Messina, die Sizilien mit dem italienischen Festland verbindet, wurden seit der Wiederwahl Silvio Berlusconis im April 2008 erneut vorangetrieben.
Messina ist Ausgangspunkt der A18 nach Catania sowie der A20 nach Palermo.
Der Bahnhof Messina Centrale ist Ausgangspunkt der Bahnstrecken nach Palermo und nach Catania und Syrakus, die überwiegend von Regionalzügen nach Palermo und Catania befahren werden. Zusätzlich verkehren einzelne Vorortzüge bis Giampilieri auf der Strecke in Richtung Catania sowie Milazzo auf der Strecke in Richtung Palermo. Vom baulich mit dem Bahnhof Centrale verbundenen Bahnhof Messina Marittima verkehren Eisenbahnfähren nach Villa San Giovanni, mit denen die Fernzüge von Palermo bzw. Catania nach Rom und Mailand auf das Festland bzw. in der Gegenrichtung nach Sizilien übergesetzt werden.  Mit der 2003 in Betrieb genommenen Straßenbahn Messina verkehren nach 54-jähriger Unterbrechung wieder Straßenbahnen. Zusätzlich verkehren zahlreiche Busse zu den Orten in der Metropolitanstadt von Messina und in die größeren Städte.
Der nächste Flughafen liegt im kalabresischen Reggio Calabria. Die Flughäfen von Catania und Palermo bieten zahlreiche internationale Verbindungen an.

## Bildung und Kultur
In Messina befindet sich eine der vier Universitäten Siziliens, die Universität Messina. Sie wurde 1548 gegründet und hat elf Fakultäten. Zur Universität gehört ein botanischer Garten.
Eines der bedeutendsten Museen ist das Museo Regionale di Messina. Es zeigt Gemälde und Statuen aus Kirchen und Palästen, die bei dem Erdbeben 1908 zerstört wurden. Hier befinden sich zahlreiche Werke der Maler Antonello da Messina und Girolamo Alibrandi, des Bildhauers Rinaldo Bonanno und weiterer Künstler Messinas.
Das Museum der Kultur und Volksmusik der Peloritaner, eröffnet 1996, widmet sich der Pflege des mündlichen kulturellen Erbes wie z. B. der Volksmusik. Das Militärische Museum der Befestigungsanlagen der Straße von Messina, eröffnet am 11. Mai 2003, befindet sich in dem ehemaligen Fort Cavalli, das zwischen 1883 und 1902 erbaut wurde. Zu den Exponaten zählen Kanonen und Bomben aus dem Zweiten Weltkrieg.

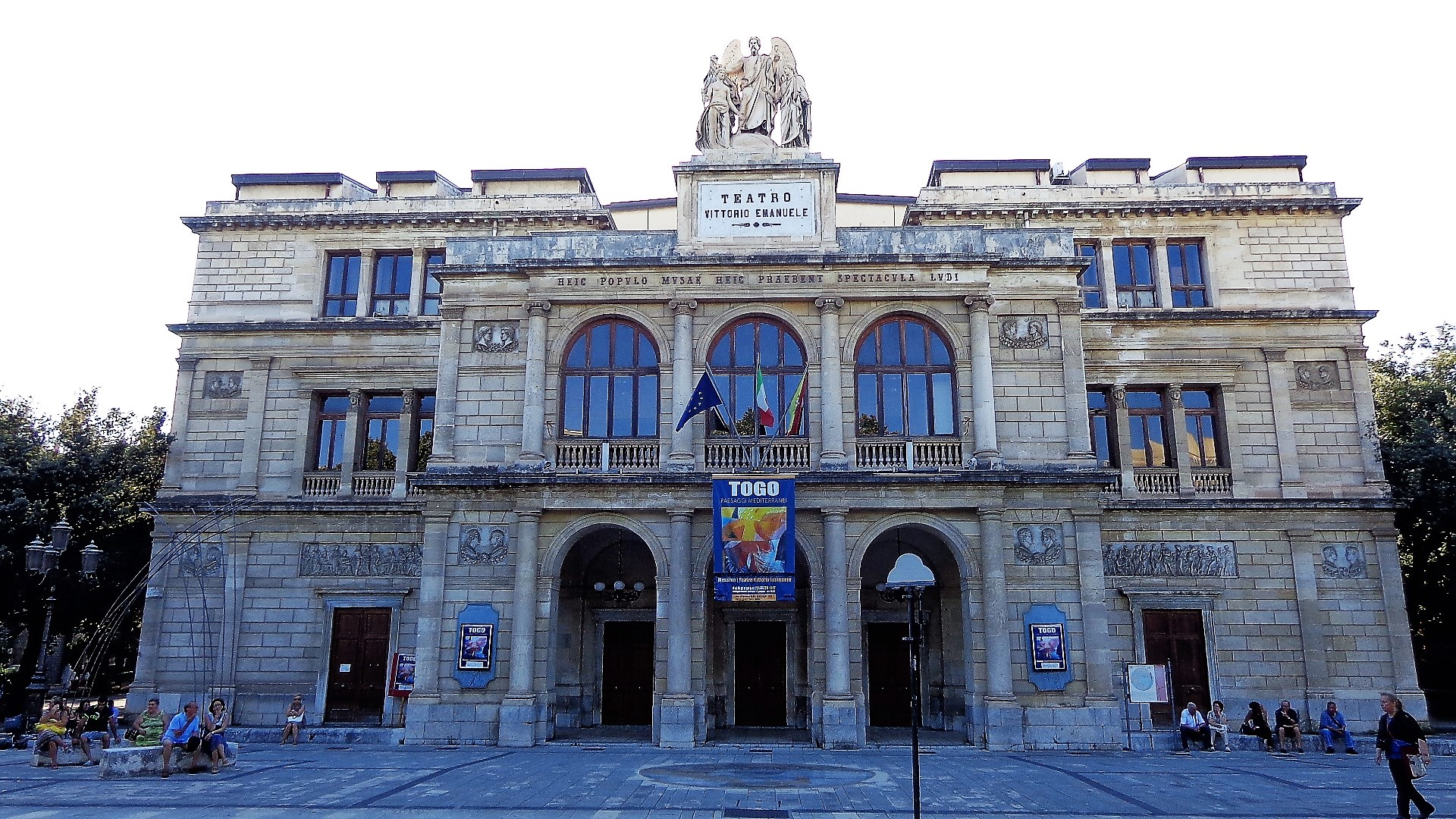
Teatro Vittorio Emanuele II

Das Teatro Vittorio Emanuele II, ein städtisches Theater, wurde 1852 eröffnet. Es gehört zu den wenigen Gebäuden Messinas, die nicht vom Erdbeben zerstört wurden wie z. B. das Teatro Munizione.
Zu den jährlichen Ereignissen der Stadt zählen die Fiera di Messina, eine internationale Messe, sowie die Volksfeste in Messina, die zu Ehren der Schutzpatrone und der Stadtgründer im Juni und im August veranstaltet werden.
Sportliche Höhepunkte sind die Heimspiele des erfolgreichen Fußballvereins FC Messina, die im Stadio San Filippo ausgetragen werden.

## Bauwerke

### Kirchen

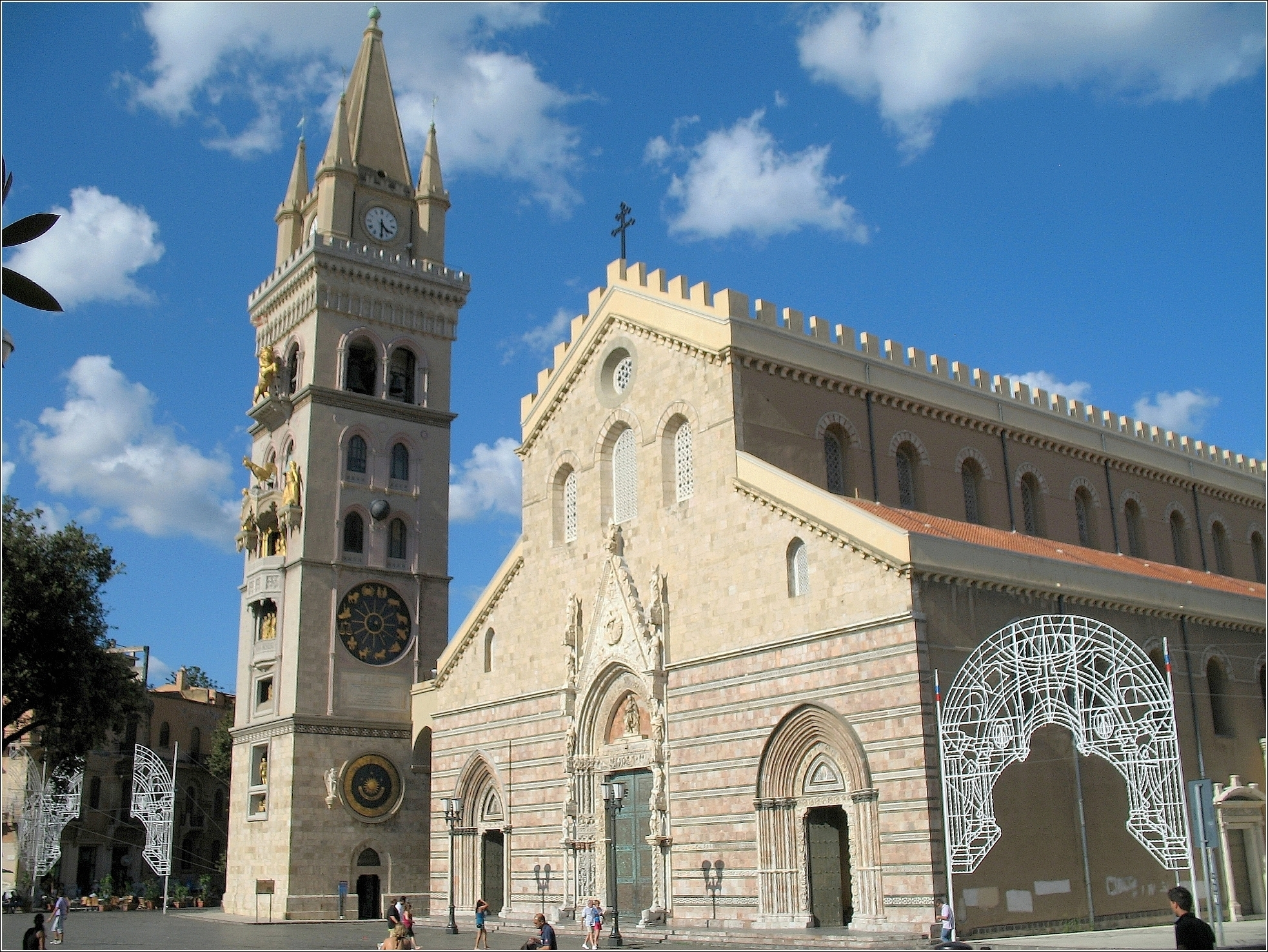
Dom von Messina

Der Dom von Messina, die Kathedrale des Erzbistums Messina-Lipari-Santa Lucia del Mela, wurde im 12. Jahrhundert errichtet und nach dem schweren Erdbeben von 1908 in den Jahren 1919/20 wiederaufgebaut. Im Jahr 1943 wurde er nach einem Brand erneut wiederaufgebaut. Im Dom wurde 1254 der aufgebahrte Leichnam des kurz zuvor verstorbenen König Konrad IV. Opfer eines Brandes. Im freistehenden Glockenturm befindet sich die größte mechanische Uhr der Welt.
Die Kirche Madonna delle Grazie ist ein Werk von Simone Gullì, dem Architekten der Palazzata. Die Kirche Santissima Annunziata dei Catalani stammt aus dem 12. Jahrhundert und ist eines der wenigen Gebäude der Stadt, die nicht durch Erdbeben zerstört wurden.
Santa Maria Alemanna oder Santa Maria degli Alemanni ist die einzige Kirche Siziliens, die im 12. Jahrhundert in rein gotischem Stil durch Baumeister des
Deutschen Ritterordens erbaut wurde. In ursprünglicher Form ist nur noch das Seitenportal erhalten.
In der Kirche  San Filippo Neri  soll sich nach der La judaica di Messina des Professors Giuseppe Martino die Synagoge von Messina befunden haben.

### Palazzi

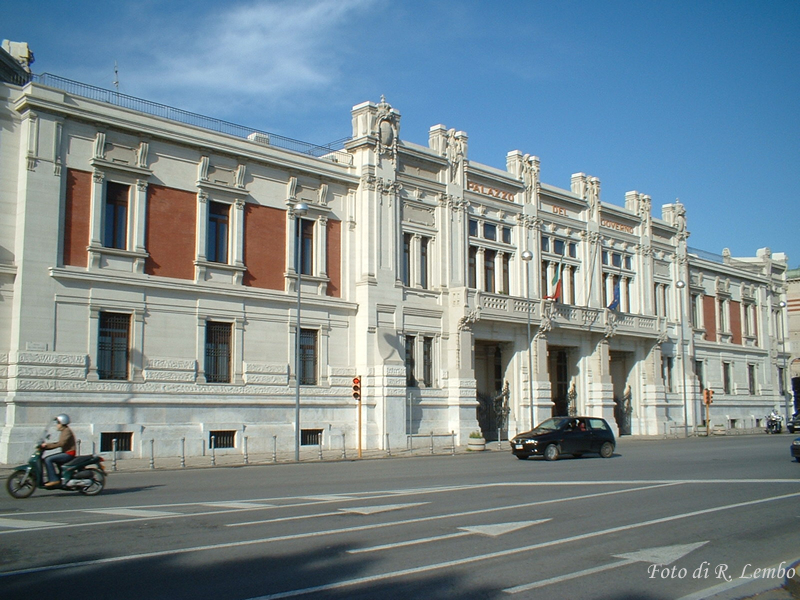
Präfektur von Messina

- Palazzo Zanca, das Rathaus der Stadt, entworfen von Antonio Zanca
- Palazzo Monte di Pietà, erbaut von Natale Masuccio (1616)
- Palazzo dell’Ina, entworfen von Viola und Samonà (1935)
- Banco di Sicilia, von Autore und V. Vinci (1936)
- Palazzo Littorio, entworfen von Viola und Samonà (1938)
- Palazzo dell’Inail, entworfen von Viola und Samonà (1940)
- Palazzo der Provinz (bzw. der heutigen Metropolitanstadt), bekannt als Palazzo dei Lioni (Löwenpalast), erbaut 1914 von Alessandro Giunta
- Justizpalast, von Marcello Piacentini (1927)
- Industrie- und Handelskammer, von Camillo Puglisi Allegra (1927)
- Palazzo Pensa, in der Giudecca mit zwei goldfarbenen Davidsternen

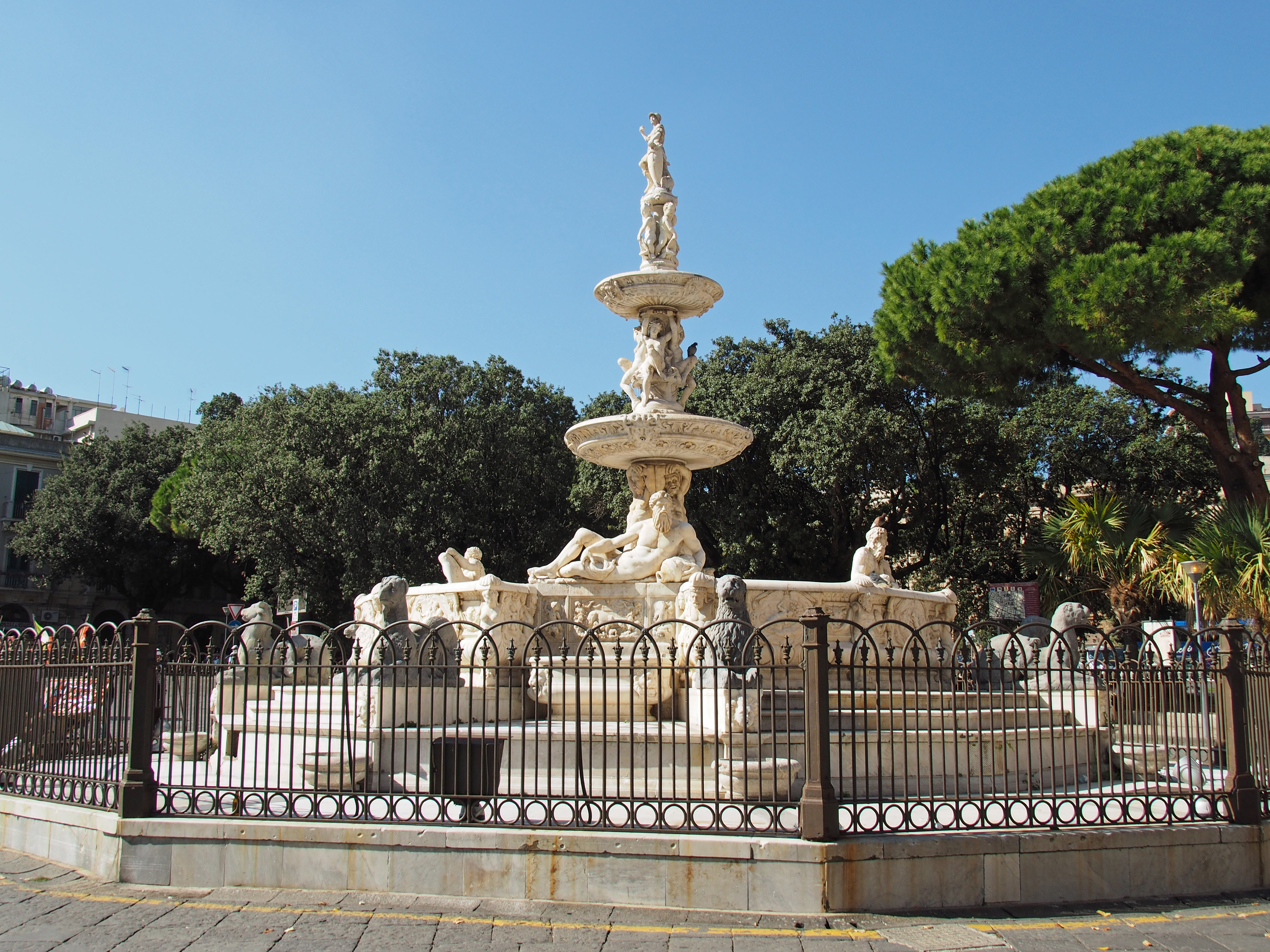
Orionbrunnen (Messina)

### Brunnen
Fontana di Orione, der Orionbrunnen steht auf dem Domplatz von Messina. Der Brunnen wurde 1547 von Giovanni Angelo Montorsoli geschaffen. Die Figuren stellen Orion, den mythischen Stadtbegründer Messinas und die vier anderen Statuen die vier Flüsse Nil, Tiber, Ebro und Camaro dar.
Die Quattro Fontane (italienisch für vier Brunnen) wurden an den vier Ecken der Kreuzung der Straßen Via I. Settembre 1847 und Via Cardines errichtet. Sie wurden 1666 von Innocenzo Mangani und 1714 von Ignazio Buceti angefertigt. Von den vier Brunnen wurden nach dem Erdbeben von 1908 lediglich zwei wieder an den ursprünglichen Ort zurückgebracht. Die anderen beiden Brunnen befinden sich heute im Museo Regionale di Messina.
Fontana del Nettuno, der Neptunbrunnen, wurde 1557 vom Bildhauer Giovanni Angelo Montorsoli geschaffen. Der Brunnen stellt Neptun und zu seinen Füßen die Gestalten aus der griechischen Mythologie Scylla und Charybdis dar.

### Industriebauwerke
- Geplante Brücke über die Straße von Messina
- Hochspannungsmasten der ehemaligen Freileitung über die Straße von Messina

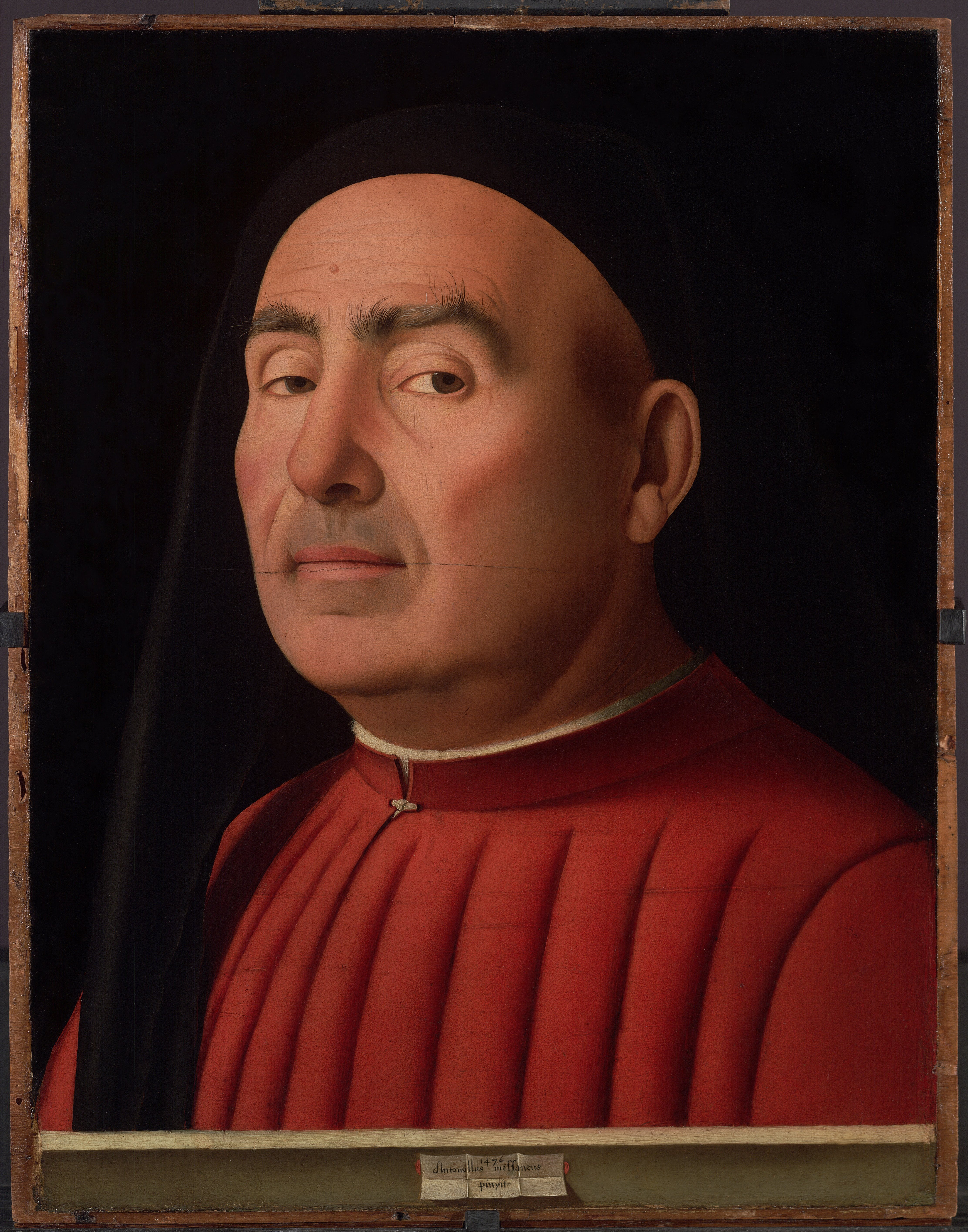
Antonello da Messina

## Persönlichkeiten
Bekannte Persönlichkeiten der Stadt sind in der Liste von Persönlichkeiten der Stadt Messina aufgeführt.